# Arleen Sorkin
Arleen Sorkin (Washington D.C., 14 oktober 1955 – Los Angeles, 24 augustus 2023) was een Amerikaanse actrice. Ze was getrouwd met Christopher Lloyd, producer en scriptschrijver van de sitcom Frasier.
Van 1984 tot 1990 speelde ze de ietwat plezierig geschifte Calliope Jones in Days of our Lives, waarmee ze heel populair werd bij het publiek. In 1992 en 2001 maakte ze gastoptredens in de show als Calliope en 2006 keerde ze terug bij Days of our Lives.
Ze sprak ook de stem in van Harley Quinn in de animatieserie Batman: The Animated Series, de film Batman Beyond: Return of the Joker en het videospel Batman: Arkham Asylum.
Sorkin overleed op 67-jarige leeftijd.